# Sony Xperia L3
Sony Xperia L3 —  це Android смартфон, який продається та виробляється Sony Mobile.  Цей пристрій, є частиною серії Xperia бюджетного рівня від Sony, була представлена на щорічному заході Mobile World Congress, 25 лютого 2019 року разом з Xperia 10, Xperia 10 Plus і Xperia 1.

## Дизайн
Xperia L3 має цілісну полікарбонатну конструкцію, екран захищає скло Corning Gorilla Glass 5. На верхній панелі розміщено фронтальну камеру, світлодіод сповіщень і різні датчики. Сканер відбитків пальців, кнопки живлення та гучності розташовані на правій стороні пристрою, а 3,5-мм роз’єм для навушників — у верхній частині. Задні камери розташовані у верхньому лівому куті телефону, а знизу – світлодіодний спалах. Нижній край містить основний мікрофон і спрямований вниз динамік поруч із портом USB-C. Доступні три кольори: чорний, золотий і сріблястий.

## Технічні характеристики

### Апаратне забезпечення
Пристрій оснащений процесором MediaTek Helio P22 і графічним процесором PowerVR GE8320. Він доступний з 3 ГБ оперативної пам’яті та 64 ГБ пам’яті eMMC. Розширення карти MicroSD підтримується до 512 ГБ за допомогою однієї або гібридної двох SIM-карт. Дисплей використовує 5,7-дюймовий (145 мм) 18:9 720p (1440 × 720) IPS LCD-панель, що забезпечує щільність пікселів 303 ppi. L3 оснащений акумулятором ємністю 3300 мА·г, такої ж ємності, як і його попередник. Підключення до живлення та даних здійснюється через порт USB-C. На задній панелі є подвійна камера з основним об’єктивом на 1 Мп з PDAF і датчиком глибини на 2 Мп. Фронтальна камера має сенсор на 8 Мп.

### Програмне забезпечення
Xperia L3 працює на ОС Android 8.0 «Oreo». Офіційно смартфон таки залишився без оновлення до Android 9, проте 19 січня 2021 року було випущено оновлення до Android 8.1 